# 에코테러리즘
에코 테러리즘(eco-terrorism)은 동물이나 자연의 보호를 목적으로 하는 테러활동이다. 이는 타 테러활동처럼 자동차 테러, 폭탄 테러 등을 하는 것을 의미한다. 대표적인 단체로는 동물 해방군과 그린피스가 있다. 이미 일본이나 영국, 미국같은 국가에서는 관련 단체를 테러단체로 정의했다.

## 관련 전술
에코 테러리즘 단체들은 동물의 해방을 목적으로 테러활동을 벌인다. 1982년 당시 클레임 니심이라는 사람은 5개의 로켓포를 만들려다가 검거된 적이 있다.

## 같이 보기
- 아나르코원시주의
- 에코파시즘